# カルロッタ・グリジ

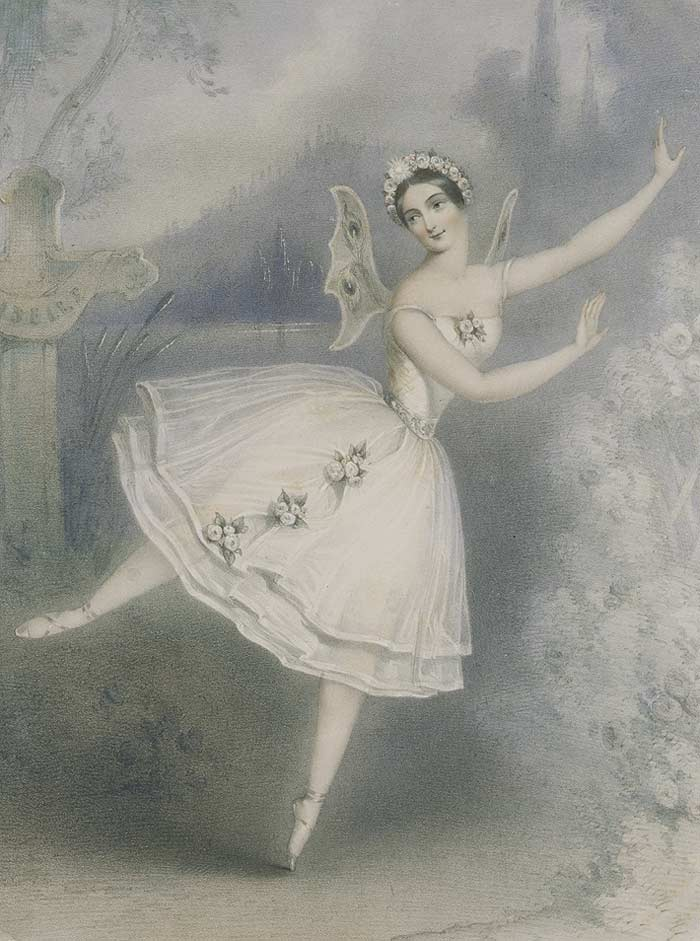
ジゼルを踊るグリジを描いたリトグラフ、1841年

カルロッタ・グリジ （Carlotta Grisi,1819年7月28日 - 1899年5月20日）は、イタリアのバレエダンサー。本名はCaronne Adele Josephine Marie Grisi 。
イストリア半島のヴィシナーダ（現ヴィジナダ）で生まれる。幼いときからミラノのスカラ座バレエ学校で学んだ。1836年ナポリへ移り、ジュール・ペローと出会った。彼の弟子になり、相手役、のちには妻となった。同年ロンドンで初舞台を踏む。
1841年、オペラ座にデビュー。同年6月の「ジゼル」の初演に出演し、主役を踊った。相手役のアルブレヒトを踊ったのは、リュシアン・プティパ（マリウス・プティパの実兄）であった。これが彼女の代表作である。この成功で名声を得、ロンドン、ミラノ、パリ、ミュンヘン各都市を公演した。グリジの人気が上がるにつれ、彼女の収入は1840年代半ばには2万フランとなり、ペローとの関係にも変化を及ぼした。
1850年、芸術監督として招かれたペローとともに、サンクトペテルブルクへ行った。ボリショイ劇場で「ジゼル」を踊った。ロシアでジゼルを最初に踊ったのはファニー・エルスラーであったが、グリジの踊りはロシアの観衆に強い印象と興奮をもたらした。
1854年、姪のユディト・ゴーティエ（父親はフランスの作家テオフィル・ゴーティエ、母親は実妹エルネスティーヌ）を連れ、グリジはワルシャワへ移った。彼女は舞台に立ち続けたかったが、ポーランド貴族レオン・ラジウィルとの子を妊娠したため、引退を決意する。34歳の時、レオンティーヌ・グリジを出産。
スイスのジュネーヴ近郊のサン・ジャンへ移り住み、40年以上の静かな隠退生活を送り、そこで没した。